# Sant Cristòfol de Peramea
Sant Cristòfol de Peramea, abans Sant Joan de Peramea, és l'església parroquial d'origen romànic de la vila de Peramea, a l'antic terme municipal d'aquest mateix nom, i actual de Baix Pallars, a la comarca del Pallars Sobirà.
Està situada en el sector nord-est de la vila, a la part més alta, prop del Portalet i del Castell de Peramea.
Estretament lligada al castell adjacent, l'antiga església de Sant Joan de Peramea passà per vicissituds paral·leles, amb l'afegitó de les pugnes pel seu domini entre l'abat de Santa Maria de Gerri i el bisbe d'Urgell. El paper del comte de Pallars Sobirà fou sovint el de procurar minvar el poder de l'abat de Gerri traient-li el domini d'aquesta església per tal de sotmetre-la directament a la diòcesi, pel fet que aquesta no era rival directe del comte en el domini directe de la terra. El resultat fou que Sant Joan de Peramea, que havia estat una de les parròquies donades pel comte al monestir al segle xi, donació confirmada en butlles papals, durant el segle xv canvià diverses vegades de mans, fins que el 1457 el retorn del domini al monestir sembla confirmar la fi d'aquests conflictes.
L'església de Sant Joan fou ampliada i remodelada a darreries del segle xiv pels habitants de Peramea, alhora que intercanviaven la seva advocació amb l'allunyada capella de Sant Cristòfol. Aquesta església té encara un segon patronatge, el dels Sants Innocents. L'església inicial, romànica, fou totalment refeta en època barroca i encara remodelada a principis del segle xx.
L'element més antic que es conserva en aquesta església és la imatge romànica de la Mare de Déu, denominada popularment Mare de Déu del Remei. Correspon a una talla del romànic tardà, del segle xiii, amb la Mare de Déu asseguda en el tron, amb l'Infant assegut en el seu genoll esquerre. L'infant és en actitud de beneir. Aquesta imatge presenta una gran similitud amb la Mare de Déu de Cubells, a la Noguera, imatge dipositada actualment en el [[Museu Diocesà de 
Lleida]].
Els altres elements destacables són una pica baptismal d'estil gòtic rústic, i la sepultura, al presbiteri, de qui fou el darrer abat de Santa Maria de Gerri, Antoni de Gudel i de Piniés, que exercí el seu càrrec entre el 1826 i el 1835, moment de l'exclaustració a causa de la desamortització de Mendizábal.